# Ponti sul Mincio
Ponti sul Mincio és un municipi situat al territori de la província de Màntua, a la regió de la Llombardia, (Itàlia).
Ponti sul Mincio limita amb els municipis de Monzambano, Peschiera del Garda, Pozzolengo i Valeggio sul Mincio.

## Galeria

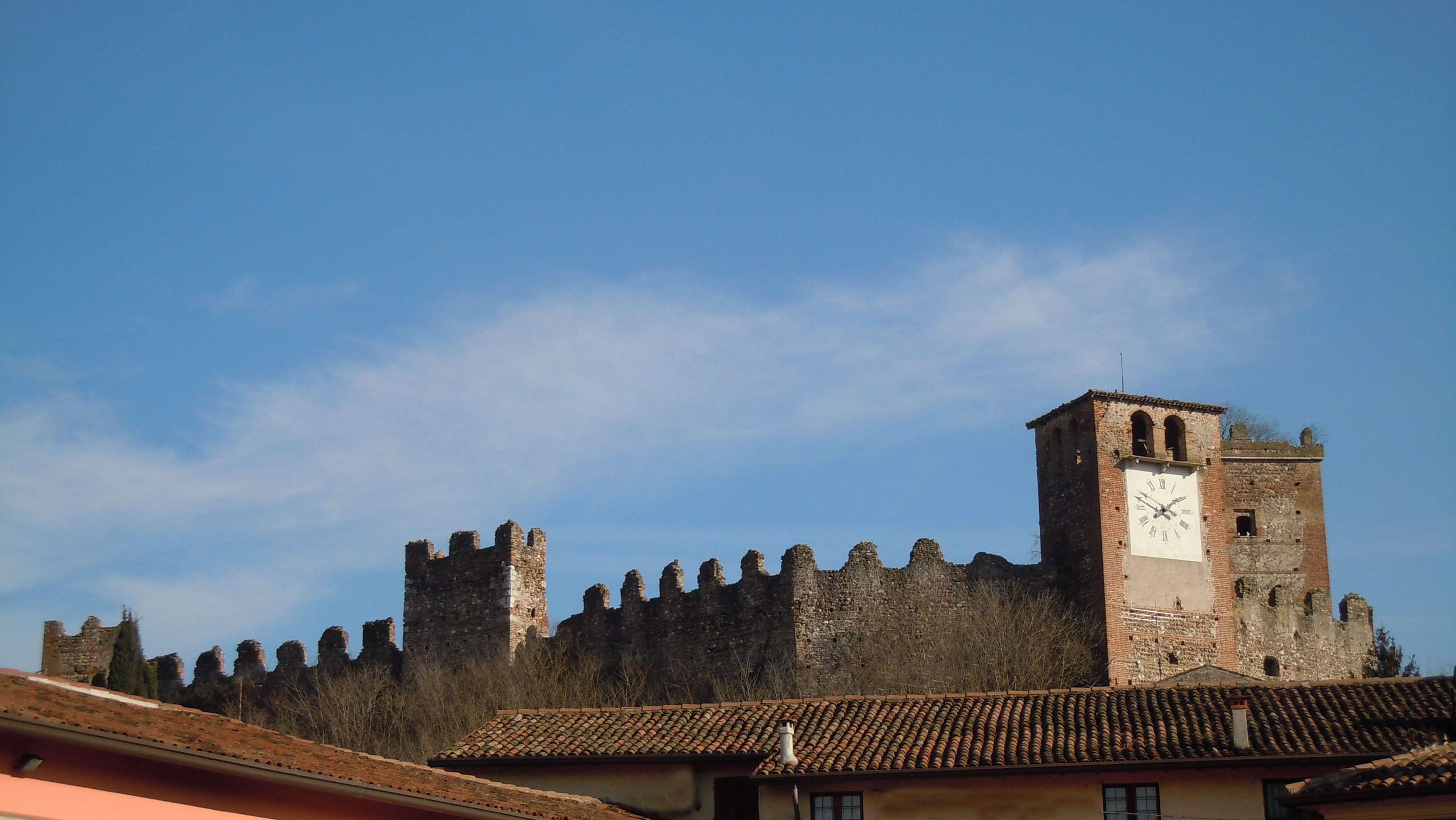
Castell de Ponti sul Mincio
Localització de Ponti sul Mincio a la província de Màntua